# Киньян
Киньян (от иуд.-арам. קנין) — один из основополагающих терминов галахи (еврейского закона), означающий совокупность способов вступления во владение собственностью. Цель ритуала киньян — добиться решения сторон, завершающего операцию по передаче собственности. Проблематике киньяна посвящена одноимённая двенадцатая книга кодекса Мишне Тора, написанная Маймонидом. Для некоторых типов киньяна предусмотрены ритуальные действия, закрепляющие право собственности, например, киньян посредством платка. В некоторых других случях специального ритуального действия не требуется, например, киньян одита, приобретение путём устного признания права собственности.

## Типы киньяна
Киньян хацер (приобретение посредством двора)
Арба аммот (четыре локтя)
Хагбаха (подъём)
Мешиха (сдвигание с места без подъёма)
Месира (передача)
Хазака (удержание)
Киньян кесеф (приобретение посредством денег)
Киньян штар (приобретение посредством документа)
Халифин (обмен)
Киньян судар (קנין אגב סודר — «приобретение с помощью платка») является частным случаем этого вида киньяна. Натуральный обмен имеет такую же силу при приобретении собственности, как и уплата денег, даже если обмениваемые предметы не обладают равной стоимостью. Так, если продавец собственности берёт себе предмет, принадлежащий лицу, приобретающему собственность, сделка считается совершённой. Халифин не может, однако, осуществиться с помощью денег, так как это составило бы киньян кесеф, который зависит от денежной стоимости (БМ. 45б). Поэтому возник акт приобретения, именуемый киньяном сударом, называемый также киньяном халифином (Кид. 6б). Лицо, приобретающее собственность, берёт платок, принадлежащий собственнику, и затем возвращает его ему (Кид. 6б; Нед. 48б). Лёгкость этого способа приобретения привела к его широкому распространению, так что он стал часто именоваться просто киньяном (ср. Гит. 14а; БМ. 94а; ББ. 3а). Первое упоминание о киньяне сударе относится к периоду амораев (БМ. 47а). По-видимому, из-за простоты этой формы приобретения киньян не считается завершённым даже после церемонии передачи платка, если стороны всё-ещё обсуждают условия сделки (ББ. 114а).
Аггав карка (приобретение движимого имущества, связанного с землёй)
Киньян одита (приобретение путём устного признания права собственности)
Киньян одита (קנין אודיתא — «приобретение путём устного признания права собственности»).
Другие виды киньяна